# 乞
【乞】 — китайський ієрогліф. Рідко використовується на письмі в японській мові.

## Значення
1. прохати, благати.
2. благання.
3. жебракувати.
4. жебрак; голодний.
5. давати.

Ключ: 5 (乙 + 2);  Кількість рисок: 3.
Введення ієрогліфа методом цанзє: 人弓 (ON); Введення ієрогліфа чотирикутним методом: 80717. .

## Прочитання
| Китайська         |                   |                   |                   |                 |                 |
| Мандаринська мова | Мандаринська мова | Мандаринська мова | Мандаринська мова | Кантонська мова | Кантонська мова |
| чжуїнь            | піньїнь           | Вейд-Джайлз       | кирилиця          | ютпхін          | Єль             |
| ㄑㄧˇ             | qǐ (qi3)          | ch'i3             | ці                | hat1            | hat1            |

| Корейська |         |               |              |     |          |
|           | хангиль | стара латинка | нова латинка | Єль | кирилиця |
| Звук:     | 걸      | kŏl           | geol         | kel | коль     |
| Назва:    | 빌      | pil           | bil          | pil | піль     |

| Японська |                      |                         |                      |
|          | кана                 | латинка                 | кирилиця             |
| Он:      | きつ こち き け こつ | kitsu kochi ki ke kotsu | кіцу коті кі ке коцу |
| Кун:     | こう                 | kou                     | коу                  |
| Ім'я:    | —                    | —                       | —                    |